# Carlo Caproli
Carlo Caproli (Roma, 1614 – Roma, 1668) è stato un violinista e compositore italiano, tra i più importanti compositori di cantate italiane del Seicento.

## Biografia

### Il primo periodo romano
Figlio di Mario Caproli, «erbarolo» originario di Poli ma residente a Roma nei pressi di piazza Navona, Carlo Caproli è menzionato come musicista, per la prima volta, nel 1635, come ‘Carlo del Violino’ che suonò in occasione della rappresentazione dell'opera Santa Teodora nel teatro della famiglia Barberini.

Dal 1638 al 1643 fu incaricato come maestro di cappella di organizzare e dirigere la musica per la festa di san Girolamo nella chiesa di S. Girolamo degli Schiavoni (oggi dei Croati). Tra il 1644 e il 1646 fu organista a S. Apollinare, chiesa annessa al Collegio Germanico di Roma. Il 15 novembre 1644 divenne 'aiutante di camera' del cardinale Camillo Pamphili, nipote di Innocenzo X, lasciando questo posto nell'aprile 1647. Dal 1649 al 1653 compare nelle liste dei pagamenti di S. Luigi dei Francesi come violinista per la musica in occasione della festa del santo titolare della chiesa. Nel novembre 1653 lasciò Roma per recarsi a Parigi con la moglie Vittoria Martellini, ottima cantante e imparentata con lo stampatore di musica Vitale Mascardi, anch'egli romano.

### Il successo parigino
A Parigi, Carlo Caproli compose Le nozze di Peleo e di Theti, su libretto di Francesco Buti che fu rappresentata almeno nove volte al Palazzo Borbone di Parigi, tra aprile e maggio 1654. L'opera - la cui musica è perduta - ebbe un'accoglienza più che favorevole. Caproli ricevette da Luigi XIV il titolo di maître de la musique du cabinet du Roy, con tutti i privilegi che ne conseguivano; lo stesso giovane re, ottimo danzatore, partecipò personalmente ai balletti che seguivano ogni scena dell'opera.

### Il rientro a Roma
Nel 1655 Caproli rientrò a Roma, dove riprese a organizzare le musiche per la festa di S. Girolamo degli Schiavoni. Reputato come uno dei migliori violinisti della città, fu ingaggiato da molti maestri di cappella per suonare in varie occasioni, specialmente a S. Luigi dei Francesi, dove fu attivo regolarmente fino al 1665, a S. Maria Maggiore e ai Vespri della Natività della Beata Vergine (8 settembre) a S. Maria del Popolo, patrocinati dal cardinale Flavio Chigi, dal 1655 al 1667. Nel 1665 fu nominato "guardiano" degli strumentisti della Congregazione dei Musici di Roma. Prestò il suo organo portatile per la musica eseguita il 22 novembre dello stesso anno per la festa di S. Cecilia. Dal 1658 al 1667 prese parte come violinista agli oratori eseguiti nei venerdì di quaresima al Ss. Crocifisso di S. Marcello. Suoi oratori (perduti) vennero eseguiti al Ss. Crocifisso nel 1650, 1665, 1667 e nel 1673, quando era ormai morto da cinque anni.

Nel 1667 pose in musica una cantata su versi di Giovanni Lotti per il cardinale Antonio Barberini (anch'essa perduta) e di nuovo prese parte ai vespri dell'8 settembre a S. Maria del Popolo. 

Il 1º gennaio 1668 scrisse di suo pugno un testamento, che venne poi aperto il 20 dicembre 1668, probabilmente pochi giorni dopo la sua morte.

Notizie riferite a Carlo Caproli dopo il 1668, sono invece da riferire al violinista Carlo Mannelli (1640-1697), noto anch'egli col soprannome di Carlo del Violino.

Caproli fu un autore particolarmente importante e prolifico di cantate e arie da camera Le cantate si presentano articolate in varie successioni di arie e recitativ, talvolta chiusi da cavate in stile arioso. I duetti sono più spesso costituiti da 'arie brevi'.

## Opere

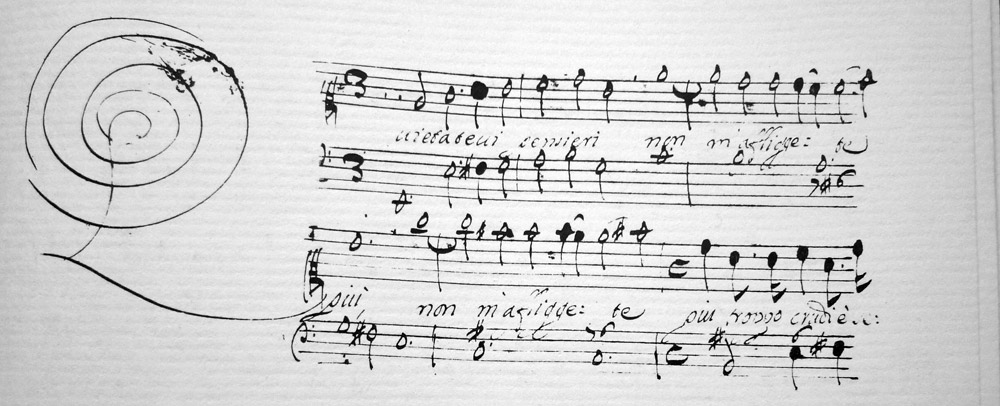
Partitura della cantata Quietatevi pensieri

### Drammi per musica
- Le nozze di Peleo e di Theti (libretto Francesco Buti, Parigi, 1654)

### Oratori
- David prevaricante e poi pentito (libretto Lelio Orsini)

### Cantate
- A fuggir, a seguir beltà tiranna (voce sola, basso continuo; Roma, Biblioteca Casanatense)
- Amor, deggio io servir (3 voci, basso continuo; Bologna, Museo Internazionale e Biblioteca della Musica)
- Bella Filli, io partirò (2 voci, basso continuo; London, British Library)
- Chi d’amor si vuol difendere (voce sola, basso continuo; University of Oxford|Oxford, Faculty of Music Library)
- Chi non sa qual tormento (3 voci; Bologna, Museo Internazionale e Biblioteca della Musica)
- Chi può Nina mirare (voce sola, basso continuo; Parigi, Bibliothèque nationale de France)
- Chi sempre disse no (2 voci, basso continuo; Bologna, Museo Internazionale e Biblioteca della Musica)
- Chi vuol esser amante (3 voci, basso continuo; Bologna, Museo Internazionale e Biblioteca della Musica)
- Ci volea questo di più (voce sola, basso continuo; Parigi, Bibliothèque nationale de France collezione Geneviève Thibault)
- Con fronte sicura (voce sola, basso continuo; Oxford, Faculty of Music Library)
- Conoscer quando inganna (voce sola, basso continuo; Napoli, Conservatorio di Musica San Pietro a Majella, Biblioteca)
- Con piede lento giungon l’hore (3 voci, basso continuo; Biblioteca Apostolica Vaticana)
- Con voi parlo, amanti (voce sola, basso continuo; Roma, Conservatorio di Musica Santa Cecilia)
- Correte, amanti, a rimirar (3 voci, basso continuo; Bologna, Museo Internazionale e Biblioteca della Musica)
- Dallo strale d’amor (2 voci, basso continuo; Bologna, Museo Internazionale e Biblioteca della Musica)
- Di Cupido è legge antica (voce sola, basso continuo; Roma, Conservatorio di Musica Santa Cecilia)
- Di sue bellezze altera, testo di Domenico Benigni (soprano, basso continuo; Parigi, Bibliothèque nationale de France; Roma, Conservatorio di Musica Santa Cecilia)
- Dite che far poss’io (voce sola, basso continuo; Napoli, Conservatorio di Musica San Pietro a Majella, [2 versioni])
- E dove, Eurillo, il passo (2 voci, basso continuo; Bologna, Museo Internazionale e Biblioteca della Musica)
- E pur tornate a dirmi, testo di Francesco Melosio (voce sola, basso continuo; Biblioteca Apostolica Vaticana)
- E quando ve n’andate, speranze (voce sola, basso continuo; Oxford, Faculty of Music Library)
- Era condotto a morte (voce sola, basso continuo; Bologna, Museo Internazionale e Biblioteca della Musica)
- È un gran foco (voce sola, basso continuo; Napoli, Conservatorio di Musica San Pietro a Majella, Biblioteca)
- Fate largo alla speranza (voce sola, basso continuo; Roma, Biblioteca Nazionale Centrale Vittorio Emanuele II)
- Ferma il piè, taci (voce sola, basso continuo; Napoli, Conservatorio di Musica San Pietro a Majella, Biblioteca)
- Frondosi e verdi boschi, testo del conte Barbazza (voce sola, basso continuo; Parigi, Bibliothèque nationale de France)
- Gia languide le stelle (3 voci, basso continuo; Bologna, Museo Internazionale e Biblioteca della Musica)
- Giurai cangiar pensiero (voce sola, basso continuo; Roma, Biblioteca Casanatense)
- Hanno da durar più (voce sola, basso continuo; Venezia, Conservatorio di Musica Benedetto Marcello, Biblioteca)
- Ho desìo di saper (2 voci, basso continuo; Bologna, Museo Internazionale e Biblioteca della Musica)
- Hor ch’ho sentito un sì (voce sola, basso continuo; London, British Library);
- Hor ch’il gelido rigor (2 voci, basso continuo; Bologna, Civico Museo Bibliografico Musicale)
- Hor ch’l ciel di stelle adorno (3 voci, basso continuo; Bologna, Museo Internazionale e Biblioteca della Musica)
- Il cor sempre costante (voce sola, basso continuo; Napoli, Conservatorio di Musica San Pietro a Majella, Biblioteca)
- Infelice chi crede a i sospiri (voce sola, basso continuo; Roma, Conservatorio di Santa Cecilia)
- Io che tra muti horrori, testo di F. Melosio, serenade (voce sola, basso continuo; Bologna, Museo Internazionale e Biblioteca della Musica)
- Io mi struggo in lento foco (voce sola, basso continuo; Roma, Conservatorio di Santa Cecilia)
- Io non so che cosa m’abbia (voce sola, basso continuo; Roma, Biblioteca Casanatense)
- In questa oscuritade orrida (voce sola, basso continuo; Cambridge, King's College, Cambridge, Rowe Music Library)
- Languìa Filen trafitto (voce sola, basso continuo; Biblioteca Apostolica Vaticana)
- Le note ove son chiusi, testo di Marini (2 voci, basso continuo; Bologna, Museo Internazionale e Biblioteca della Musica)
- Lidio, invano presumi (voce sola, basso continuo), 1679
- Lilla, con gran ragione, testo di Francesco Melosio (voce sola, basso continuo; Bologna, Museo Internazionale e Biblioteca della Musica)
- Me ne contento, non ricuso pena (voce sola, basso continuo; Roma, Biblioteca Casanatense)
- Mi è stato detto che al foco (voce sola, basso continuo; Napoli, Conservatorio di San Pietro a Majella, Biblioteca)
- Mondo, non mi chiamar (voce sola, basso continuo; Vienna, Österreichische Nationalbibliothek)
- Morto voi mi bramate, testo di Giovanni Lotti (2 voci, basso continuo; Modena, Biblioteca Estense e Universitaria)
- Navicella ch’a bel vento (4 voci, basso continuo; Bologna, Museo Internazionale e Biblioteca della Musica)
- Non fuggir quando mi vedi (voce sola, basso continuo; London, British Library)
- Non si può dir di no (voce sola, basso continuo; Parigi, collezione Geneviève Thibault)
- Non si può più sperare (3 voci; Bologna, Civico Museo Bibliografico Musicale)
- Non si tema il mar infido (voce sola, basso continuo; , voce sola, bc, Oxford, Christ Church Library)
- Non ti fidar, mio core (2 voci, basso continuo; Roma, Biblioteca Casanatense)
- Non voglio far altro che chiuder (voce sola, basso continuo; Napoli, Conservatorio di San Pietro a Majella)
- Non voglio più lite (voce sola, basso continuo; Oxford, Faculty of Music Library)
- Occhi audaci, che fate (2 voci, basso continuo; Modena, Biblioteca Estense e Universitaria)
- Occhi miei, voi parlate (2 voci, basso continuo; Roma, Biblioteca Casanatense)
- O da me adorata tant’anni (voce sola, basso continuo; Vienna, Österreichische Nationalbibliothek)
- Oppresso un cor da mille pene (voce sola, basso continuo; Napoli, Conservatorio di San Pietro a Majella)
- O questa sì ch'è bella, testo di Sebastiano Baldini (soprano, basso continuo; Parigi, Bibliothèque nationale de France)
- Par ch’il core me lo dica (voce sola, basso continuo; Napoli, Conservatorio di San Pietro a Majella)
- Pastori, e che vi piace (2 soprani, basso continuo; Bologna, Museo Internazionale e Biblioteca della Musica)
- Per l’Egeo di spuma grave (3 voci, basso continuo; Bologna, Museo Internazionale e Biblioteca della Musica)
- Poiché fissato il guardo (voce sola, basso continuo; London, British Library)
- Purché lo sappi tu, testo attribuito a Sebastsuan Baldini (2 soprani, basso continuo; Bologna, Civico Museo Bibliografico Musicale)
- Quella luce che s’indori (2 voci, basso continuo; Bologna, Civico Museo Bibliografico Musicale)
- Qui dove il piè fermai, serenata (3 voci, basso continuo; Venezia, Conservatorio Benedetto Marcello)
- Quietatevi, pensieri, io vo dormire, testo di Francesco Buti (voce sola, basso continuo; Napoli, Conservatorio di San Pietro a Majella, Biblioteca), 1646 o prima
- Quietatevi, pensieri, non m’affligete più (voce sola, basso continuo; Roma, Biblioteca Casanatense)
- Rido una volta in cento (voce sola, basso continuo; Oxford, Christ Church Library)
- Tu mancavi a tormentarmi (voce sola, basso continuo; Roma, Biblioteca Casanatense)[2]
- Tutto cinto di ferro, testo di Francesco Melosio (voce sola, basso continuo; Bologna, Museo Internazionale e Biblioteca della Musica)
- Una bella che bella non è (voce sola, basso continuo; Cambridge, King's College, Rowe Music Library)
- Un tiranno dolore non vuol partir (3 voci, basso continuo; Parigi, Bibliothèque nationale de France)
- Un cor impiegato si sente morire (3 voci; Bologna, Museo Internazionale e Biblioteca della Musica)
- Uscitemi dal seno, amorosi pensieri (voce sola, basso continuo; Roma, Biblioteca Casanatense)
- Vanne pur lungi speranza, testo di Domenico Benigni (voce sola, basso continuo; Modena, Biblioteca Estense e Universitaria)
- Ve la potrei dipingere (voce sola, basso continuo; Roma, Biblioteca Casanatense)
- Voglio ridere pur di cuore (voce sola, basso continuo; Stuttgart, Württembergische Landesbibliothek)
- Voi del sole che piangete (voce sola, basso continuo; Bologna, Museo Internazionale e Biblioteca della Musica)

### Musica sacra
- Delectasti me angelorum panis (2 soprani, basso continuo, Bologna, Museo Internazionale e Biblioteca della Musica)